# Cube Vision
A Cube Vision (também conhecida como CubeVision ou Cubevision) é uma empresa de cinema e produção de televisão norte-americano fundada pelo Ice Cube e Matt Alvarez.

## História

### Início
Ice Cube começou sua carreira no cinema produzindo em 1995 com sua gerente Patricia Charbonnet. Juntos, produziram Friday (1995), Dangerous Ground (1997) e  The Players Club (1998). Em uma entrevista, quando perguntou: "Então, quando você decidiu que queria começar sua própria empresa de produção...?" Ice Cube respondeu, "... eu só queria fazer isso no meu próprio. Colocar a minha própria equipa juntos." Cube, juntamente com o novo parceiro de produção Matt Alvarez, fundaram CubeVision (mais tarde creditado em filmes como Cube Vision) em 1998. O primeiro filme seria na década de 2000 na Next Friday, uma sequência do filme de 1995 Friday. Cube Vision passou a produzir All About the Benjamins, Barbershop e Friday After Next, o terceiro filme da sequência do filme Friday, em 2002.
Em fevereiro de 2003, Ice Cube assinou um acordo para estrear e produzir três fotos com Revolution Studios. Em uma entrevista, Ice Cube disse do acordo, "Eu acredito que muitas coisas boas vão acontecer deste relacionamento para ambos (Revolution e Cube Vision)". Os filmes da Revolution Studios como: XXX: State of the Union foi lançado em abril de 2005, onde o Cube apenas estrelou, Are We There Yet? lançado em janeiro de 2005 e Are We Done Yet? em abril de 2007, onde Ice Cube estrelou e produziu por Cube Vision.

## Filmografia

### Filmes Notáveis
Longa-metragem
| #  | Título                         | Data de lançamento     |
| -- | ------------------------------ | ---------------------- |
| 1  | Next Friday                    | 12 de janeiro de 2000  |
| 2  | All About the Benjamins        | 8 de março de 2002     |
| 3  | Barbershop                     | 13 de setembro de 2002 |
| 4  | Friday After Next              | 22 de novembro de 2002 |
| 5  | Barbershop 2: Back in Business | 6 de fevereiro de 2004 |
| 6  | Are We There Yet?              | 21 de janeiro de 2005  |
| 7  | Beauty Shop                    | 24 de março de 2005    |
| 8  | Are We Done Yet?               | 4 de abril de 2007     |
| 9  | The Longshots                  | 22 de agosto de 2008   |
| 10 | First Sunday                   | 11 de janeiro de 2008  |
| 11 | Janky Promoters                | 16 de outubro de 2009  |
| 12 | Lottery Ticket                 | 20 de agosto de 2010   |
| 13 | Ride Along                     | 17 de janeiro de 2014  |
| 14 | Straight Outta Compton         | 11 de agosto de 2015   |
| 15 | Ride Along 2                   | 15 de janeiro de 2016  |
| 16 | Barbershop: The Next Cut       | 15 de Abril de 2016    |

### Séries de TV
| # | Título                      | Data                                    |
| - | --------------------------- | --------------------------------------- |
| 1 | BarberShop: The Series      | 14 de agosto – 16 de outubro de 2005    |
| 2 | Black. White.               | 8 de março – 12 de abril de 2006        |
| 3 | Friday: The Animated Series | 24 de junho – 8 de julho de 2007        |
| 4 | Straight Outta L.A.         | 6 de outubro de 2009 – presente         |
| 5 | Are We There Yet?           | 2 de junho de 2010 - 1 de março de 2013 |